# Meditazione

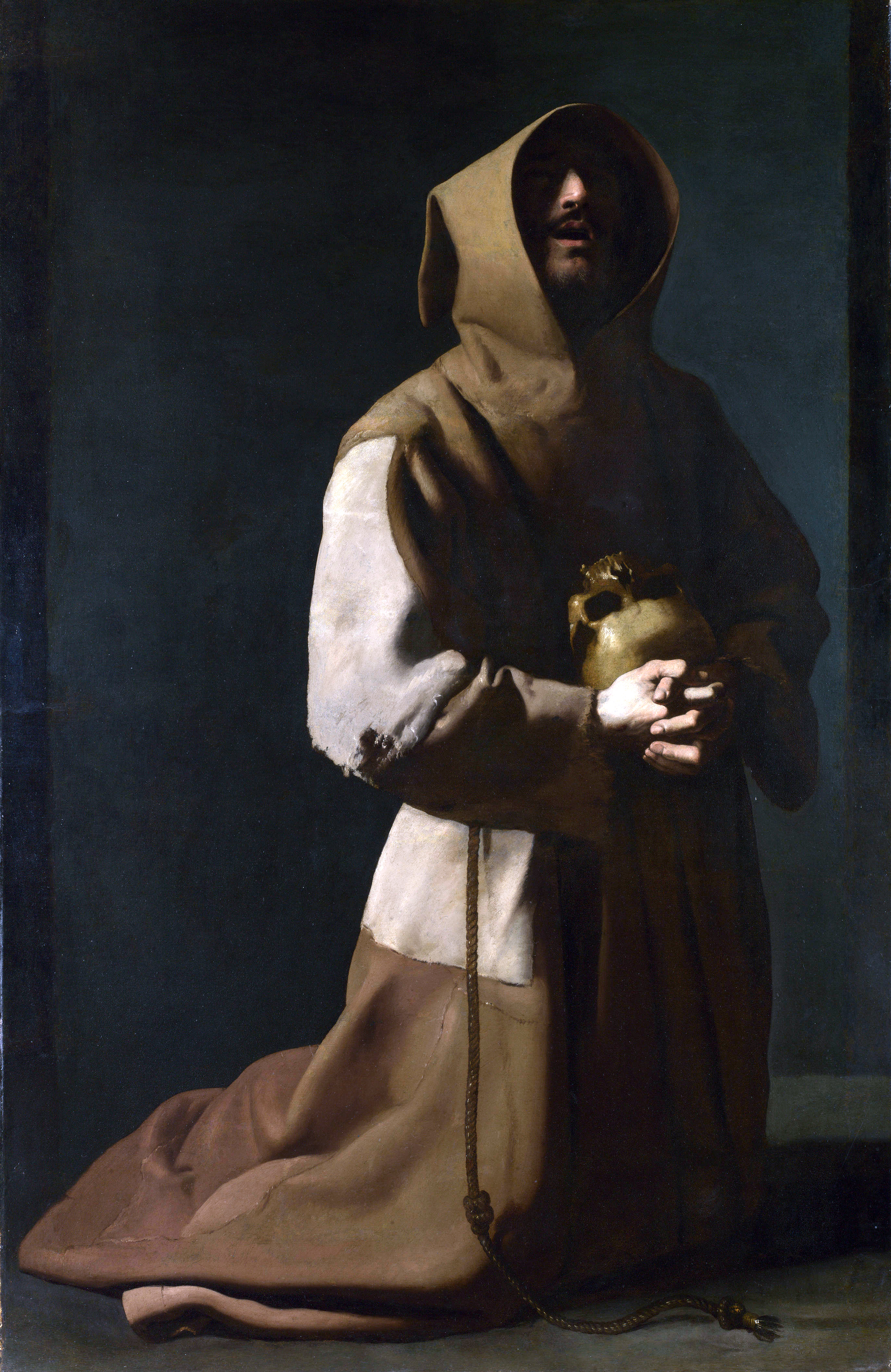
San Francesco in meditazione, di Francisco de Zurbarán (1639)

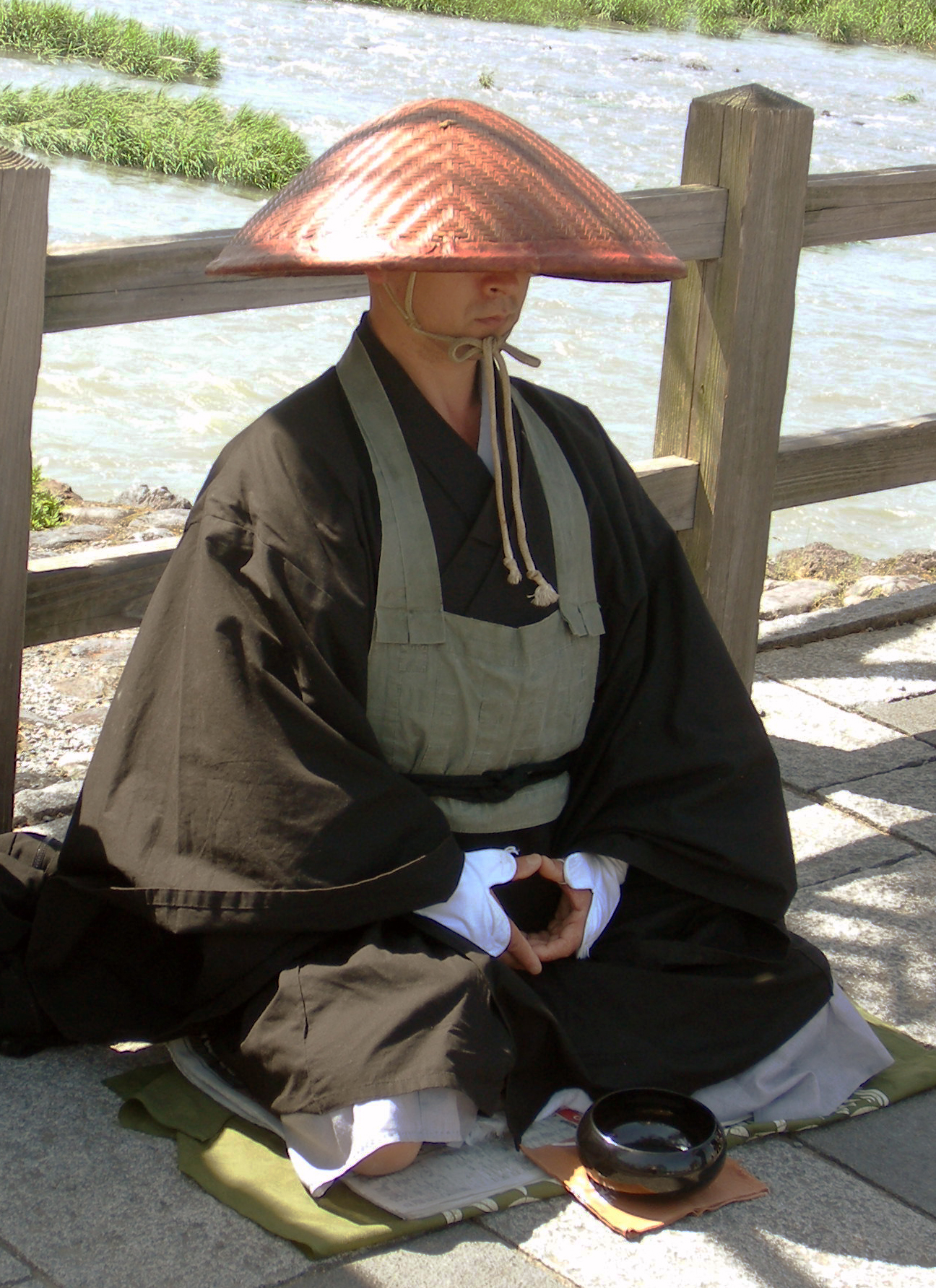
Monaco buddhista Zen giapponese di scuola Sōtō ad Arashiyama, Kyoto mentre effettua la meditazione nella postura dello zazen.

La meditazione (dal latino meditatio, riflessione) è, in generale, una pratica che si utilizza per raggiungere una maggiore padronanza delle attività della mente, in modo che questa divenga capace di concentrarsi su un solo pensiero, su un concetto elevato, o un preciso elemento della realtà, abbandonando i soliti pensieri spiccioli e divenendo assolutamente acquietata, pacifica.
Affine alla meditazione è la contemplazione, con la quale si intende la capacità di lasciar riposare la mente nel suo stato naturale. È una pratica volta quindi all'auto-realizzazione, che può avere uno scopo religioso, spirituale, filosofico, o mirare ad un miglioramento delle condizioni psicofisiche.
Questa pratica, in varie forme, è riconosciuta da secoli come parte integrante di tutte le principali tradizioni religiose. Nelle Upaniṣad, scritture sacre induiste compilate a partire dal IX - VIII secolo a.C., è presente il primo riferimento esplicito alla meditazione giunto fino a noi. La meditazione è indicata con il termine sanscrito dhyāna (ध्यान).
Nell'ambito della psicosintesi è definita uno stato della coscienza ottenuto mediante l'indirizzamento volontario dell'attenzione verso un determinato oggetto (meditazione riflessiva) o mediante la completa assenza di pensieri (meditazione recettiva).
Nella meditazione riflessiva l'oggetto della meditazione può essere qualsiasi cosa. In genere nella pratica vengono utilizzate visualizzazioni di elementi che riguardano il mondo interiore o di semplici oggetti, per raggiungere uno stato di maggiore concentrazione e ponderazione. Questo tipo di meditazione è usato spesso dalla cultura occidentale. La meditazione recettiva ha come scopo l'assenza di pensieri e permette alla mente di raggiungere un livello di "consapevolezza senza pensieri", ovvero libertà dall'attività psichica dell'essere umano, talvolta caotica e confusionaria. È un tipo di meditazione tipica di numerose filosofie e religioni orientali. Entrambi i tipi richiedono fasi di concentrazione.

## Etimologia
Il verbo latino mĕdĭtor, che è all'origine del moderno meditare, fu adottato per tradurre in latino il termine greco melete, presente nella versione in greco della Bibbia. Melete ha il significato di ponderare, riflettere, contemplare. Fu usato a sua volta per tradurre l’ebraico hāgâ, che indica il sospiro, il mormorio, ma anche la meditazione stessa.
Il primo utilizzo noto del termine meditatio per designare un'attività contemplativa, in ambito cristiano, risale a Guigo II, un monaco certosino vissuto nel XII secolo. Nel suo libro Scala Claustralium (La scala del monaco) viene descritta per la prima volta la preghiera metodica nella tradizione mistica occidentale. In questa descrizione la meditatio costituisce il secondo di quattro gradini di una scala, metafora della vita spirituale. Il gradino precedente è la lectio divina, cioè la lettura ripetuta della Parola di Dio. Il gradino successivo è la preghiera e quello ancora più avanti è la contemplazione.

## Religioni e filosofie orientali

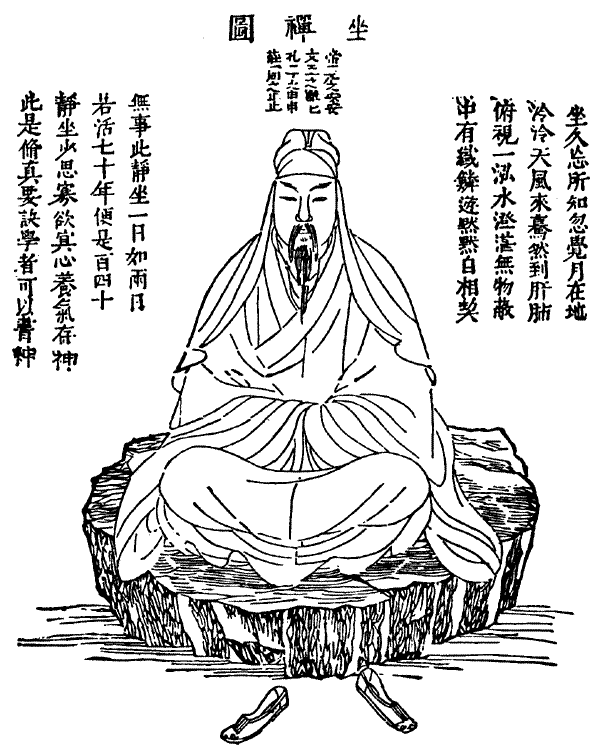
Meditazione taoista dal testo classico Il segreto del fiore d'oro

Attraverso la dinamica del modo di operare della mente si può riuscire a riconoscere la distinzione tra un io egocentrico, che si identifica con l'essere io (nome), e l'Io (sé) in grado di osservare l'osservatore (oggettivizzare il soggetto). Questo metodo comporta quattro stati di coscienza:
- vedo l'oggetto;
- mi accorgo di vedere che vedo l'oggetto;
- mi accorgo di vedere il vedere che vedo l'oggetto;
- assorbimento in uno stato che supera la dualità soggetto/oggetto al di là dell'espressione e della comunicazione convenzionale.

Anche nello yoga lo stato raggiunto tramite la pratica della dhyāna favorirebbe l'esperienza della "visione" e, ad un livello superiore, dell'illuminazione, ossia della rivelazione della divinità onnipresente. Nell'ambito dello yoga la meditazione è il settimo degli otto stadi indicati da Patanjali, e si dice che la mente è nello stato di meditazione, chiamato dhyāna, non che "sta meditando", e che nonostante ci siano molte tecniche di concentrazione, dharana, non esiste una vera e propria tecnica di meditazione.
Nella pratica di Sahaja Yoga la meditazione è considerato uno stato d'essere che si manifesta come assenza di pensieri, chiamato consapevolezza senza pensieri, dove nella mente viene a tacere l'usuale chiacchierio di sottofondo per lasciare spazio all'assoluta tranquillità.
Questo stato di "pura consapevolezza senza oggetto" può essere raggiunto anche con altre pratiche meditative: ad esempio la meditazione trascendentale si basa sulla ripetizione mentale di un mantra. In ogni caso il termine "meditazione", come è inteso normalmente nella lingua italiana, si rivela inadeguato a dare un'idea efficace di questo tipo di pratiche; un termine meno impreciso potrebbe essere contemplazione.

## Cristianesimo
Nel Cattolicesimo la meditazione è una forma di preghiera interiore. Viene fatta in una chiesa o cappella, in presenza dell'eucaristia, o in un ambiente privato, ed è strettamente legata al pensiero e alla riflessione sulla parola di Dio. Si fa preferibilmente la mattina presto, prima di ogni altra azione della giornata.
Nella sua forma più generale si sviluppa attraverso diversi passi successivi:
- Inizia con la invocazione dello Spirito Santo affinché sia luce interiore di colui che medita;
- si apre alla contemplazione di una scena evangelica o dalla lettura di un brano della Bibbia o di un altro libro che possa aiutare;
- approfondisce il significato dell'episodio o dell'insegnamento in questione; lo fa attraverso il ragionamento e la ricerca di situazioni o passi biblici simili o correlati;
- si sofferma su qualche parola o immagine o concetto, e lo rende oggetto di una riflessione interiore;
- chiede a Dio la grazia di vivere il mistero che si è contemplato;
- fissa l'impegno di qualche gesto da vivere durante la giornata, per trasformare in carità quello che si è contemplato;
- ringrazia il Signore per il dono della luce dell'alto.

Una forma particolare di meditazione è la lectio divina, che è una lettura orante di un passo biblico.

## Islam
Il concetto di meditazione è espresso in arabo dal termine tafakkur, che va distinto da dhikr, meglio tradotto come "invocazione" o "memoria". Si può dire che il termine dhikr è il ricordo di uno stato precedente, per far riemergere qualcosa che, fortunatamente, non si è perso del tutto.
Comunque i due termini sono unificati nella pratica mistica dell'islam, perché è proprio grazie al dhikr Allah, l'invocazione del nome di Dio, che si raggiunge lo stato adeguato alla meditazione. Il dhikr come metodo spirituale di concentrazione è stato elaborato dai sufi.
Questa pratica, sorta ben presto nell'Islam e sviluppata nei secoli IX e X, prevede la ripetizione di uno dei novantanove nomi di Dio o di formule sacre sotto la direzione di un maestro spirituale che rende il metodo praticabile per i partecipanti al rito. È chiamato sceicco o murshid (guida), mentre in Iran e in India è detto pir.
Dei vari tipi di sceicco, il più simile al paṇḍit degli indù è lo shaykh at-ta'lim, colui che conosce la dottrina.

## Sant Mat
Nel Surat Shabd Yoga vengono praticate parallelamente due tecniche di meditazione: una mirata alla visione della luce Interiore e una volta all'ascolto della corrente sonora (Shabd). La prima pratica è sempre accompagnata dal Simran o ripetizione dei nomi divini, pratica del tutto analoga alla ripetizione di mantra nell'induismo o buddhismo o al dhikhr sufi. I guru raccomandano di praticare la meditazione per almeno due ore al giorno, e progressivamente aumentare.

## Surya Yoga

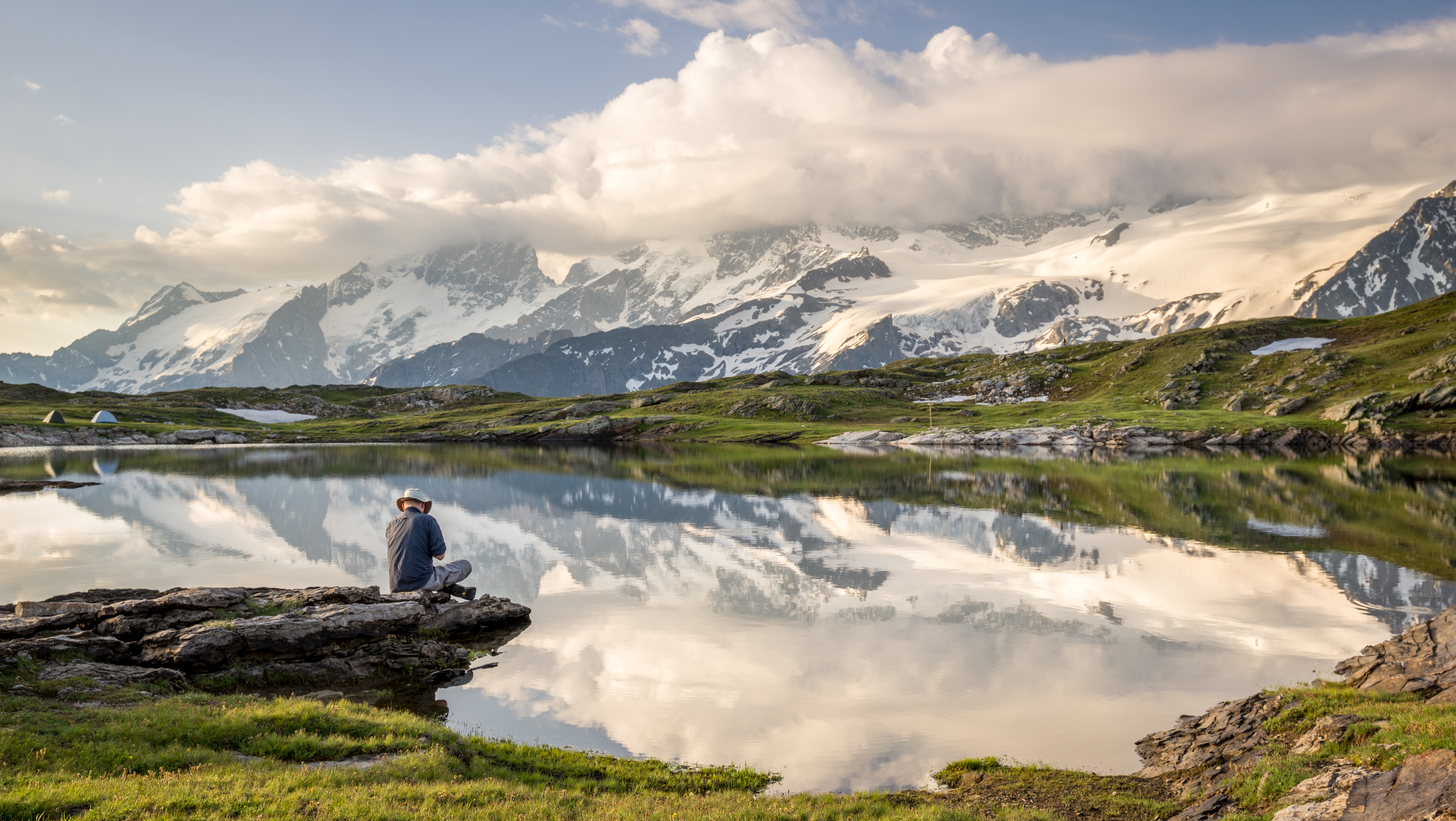
Meditazione mattutina

Il Surya Yoga – o meditazione al sorgere del sole – è una pratica introdotta nella cultura occidentale da alcuni filosofi e maestri spirituali di tradizione gnostica giudaico-cristiana quali Peter Deunov e Omraam Mikhaël Aïvanhov. Consiste nel meditare all'alba, davanti al sole nascente, contemplando la sua luce e identificandosi in esso. In particolare, Aïvanhov osserva che attraverso la meditazione al sorgere del sole l’essere umano può ricollegarsi alla Sorgente divina, e che questa pratica può essere considerata una condensazione e una sintesi di tutte le diverse forme di meditazione e di tutti i diversi tipi di yoga praticati da secoli in Oriente.
La pratica della contemplazione meditativa del sole è nota a moltissime culture antiche, dai maya ai nativi americani, ai greci, agli egiziani.
In India compare oltre duemila anni fa con gli insegnamenti di Mahavira, il fondatore dello giainismo.
Come ogni altra tecnica yogica, anche il Surya yoga prevede una serie di precauzioni, che in questo specifico caso sono finalizzate soprattutto ad evitare danni alla retina causati dall’esposizione alla luce solare diretta.

## Percorsi personali
Esistono molti percorsi personali al di fuori di una religione o una filosofia, di cui la meditazione è strumento indispensabile per approfondire i lati oscuri di noi stessi. Molti si avvalgono di un maestro che permette loro di fare un cammino, un percorso che attraversa nuove realtà e che si lascia alle spalle vecchi mondi, in un procedere verso la maggiore consapevolezza di sé stessi e della realtà.
Un aspetto fondamentale è la riduzione della sofferenza che, come l'acquisizione della consapevolezza di sé, abbisogna di un maestro. A tal fine occorrerà conquistarsi un cammino e capacità di meditazione nella relazione con la figura di riferimento. È importante che il maestro non sia solo padre o madre, ma una figura che possa essere lasciata per una nuova realtà affettiva.
In particolare la meditazione del Buddha Śākyamuni e di altri saggi (come Osho Rajneesh) non era ascritta a nessuna religione o filosofia ma seguiva un cammino personale.

## Ricerche scientifiche
Parecchi studi condotti fin dal 1970 su una tecnica specifica, la meditazione trascendentale, hanno evidenziato la sua efficacia nella diminuzione di ansia e stress e nel miglioramento della salute. In seguito furono condotte altre ricerche e meta analisi coinvolgendo altri metodi di meditazione.
Nella loro analisi comparativa sugli studi scientifici sulla meditazione, pubblicata nel 2000 nell'International Journal of Psychotherapy, Perez-De-Albeniz e Holmes hanno identificato le seguenti componenti in comune con tutti i metodi meditativi:
1. rilassamento
2. concentrazione
3. alterato stato di coscienza
4. sospensione dei processi di pensiero logico e razionale
5. presenza di un'attitudine alla autocoscienza ed alla auto-osservazione.

Numerosissimi sono gli studi della comunità medica sugli effetti fisiologici della meditazione.
Nel suo libro Zen and the Brain del 1999 James Austin, neuropsicologo dell'Università del Colorado, ha descritto come la meditazione zen può modificare le connessioni nervose del cervello . Questo è stato confermato mediante risonanza magnetica funzionale sull'attività del cervello.
Recentemente uno studio scientifico americano pubblicato sulla rivista Proceedings of the National Academy of Sciences ha dimostrato effetti rilevanti della meditazione secondo il metodo Integrative body-mind training (tecnica nata in Cina negli anni '90) sul miglioramento delle condizioni di vita: la depressione si attenua e le difese immunitarie si rinforzano. I ricercatori hanno constatato che il gruppo di studenti che aveva applicato il metodo mostrava una concentrazione di cortisolo molto inferiore e una migliore risposta immunitaria rispetto al gruppo di controllo. Dai questionari è anche emerso che la meditazione aveva abbassato i livelli di rabbia, ansia, depressione e fatica. Il dottor Yi-Yuan Tang, coordinatore della ricerca, ha così dedotto che i processi mentali, la consapevolezza e l'attenzione sono aspetti della vita che possono essere esercitati, esattamente come i muscoli.
In psicoterapia le tecniche di meditazione di mindfulness si utilizzano per accrescere la consapevolezza dei pazienti e hanno svariate applicazioni, fra cui la prevenzione delle recidive depressive e il trattamento dei disturbi d'ansia.